# Stuart Wilson
Stuart Wilson (Guildford, 25 dicembre 1946) è un attore britannico.
È noto per i ruoli di Jack Travis in Arma letale 3 (1992), di Walker in Tartarughe Ninja III (1993) e di Don Rafaél Montero in La maschera di Zorro (1998).

## Filmografia parziale

### Cinema
- Il prigioniero di Zenda (The Prisoner of Zenda), regia di Richard Quine (1979)
- Il mistero di Wetherby (Wetherby), regia di David Hare (1985)
- Arma letale 3 (Lethal Weapon 3), regia di Richard Donner (1992)
- Tartarughe Ninja III (Teenage Mutant Ninja Turtles III), regia di Stuart Gillard (1993)
- L'età dell'innocenza (The Age of Innocence), regia di Martin Scorsese (1993)
- Fuga da Absolom (No Escape), regia di Martin Campbell (1994)
- La morte e la fanciulla (Death and the Maiden), regia di Roman Polański (1994)
- The Rock, regia di Michael Bay (1996)
- La maschera di Zorro (The Mask of Zorro), regia di Martin Campbell (1998)
- Nemico pubblico (Enemy of the State), regia di Tony Scott (1998)
- Vertical Limit, regia di Martin Campbell (2000)
- Hot Fuzz, regia di Edgar Wright (2007)
- Don't, episodio di Grindhouse, regia di Edgar Wright (2007)
- I predoni, regia di Steven C. Miller (2016)

### Televisione
- Gli invincibili (The Protectors) – serie TV, episodio 2x25 (1974)
- Spazio 1999 (Space: 1999) – serie TV, episodio 2x15 (1976)
- Arma segreta (Secret Weapon), regia di Ian Sharp – film TV (1990)
- Dinotopia, regia di Marco Brambilla – miniserie TV (2002)
- L'ispettore Barnaby (Midsomer Murders) – serie TV, episodio 11x05 (2008)

## Doppiatori italiani

### Cinema
- Gino La Monica in Il prigioniero di Zenda, Tartarughe Ninja III, La morte e la fanciulla
- Dario Penne in Fuga da Absolom, Per una sola estate
- Luciano De Ambrosis in La maschera di Zorro
- Pietro Biondi in Arma Letale 3
- Sandro Iovino in L'età dell'innocenza
- Massimo Corvo in Gwyn - Principessa dei ladri
- Michele Gammino in Vertical Limit
- Bruno Alessandro in Hot Fuzz
- Enzo Avolio in Nemico pubblico

### Televisione
- Mario Cordova in Dinotopia